# Clan Ramírez
El Clan Ramírez fue una organización que se dedicó al lavado de dinero. Fueron testaferros del cartel de Cali en los años 80 y 90. Entre sus principales miembros se encontraban Delia Nohora Ramírez Cortés, cuñada del extinto capo narcotraficante Hélmer Herrera, alias "Pacho" Herrera y Ricardo Ramírez Espinosa, padre de Delia Nohora Ramírez.

## Lavado de dinero
Los vínculos del clan con el cartel se establecen a través del fallecido capo Hélmer Herrera, alias "Pacho Saavedra" Herrera. Este operaba y tenía especial influencia en Jamundí,  población del Valle del Cauca, y en la ciudad de Santiago de Cali. Se apoyó en esta organización para blanquear dinero a través de sociedades como Invervalle S.A, donde hizo una de las operaciones más grandes de lavado de dinero. Invervalle S.A se constituyó en el año 1996 con un capital de 96 millones de pesos y Delia Nohora Ramírez Cortés era su gerente. Después de un año, la sociedad se liquidó y dejó ganancias de 2,890 millones de pesos según la fiscalía colombiana, tal y como se menciona en el diario El Espectador en su nota judicial del año 2014.
A raíz de estos hechos, Delia Nohora Ramírez Cortés fue incluida en la lista negra del tesoro estadounidense conocida como Listas Clinton, donde se evidenciaba su participación de sociedades como:
- ADMINISTRACIÓN INMOBILIARIA BOLÍVAR S.A., Cali, Colombia.
- c/o AGROPECUARIA Y REFORESTADORA HERREBE LTDA., Cali, Colombia.
- c/o CONSTRUCTORA ALTOS DEL RETIRO LTDA., Bogotá, Colombia.
- c/o CONSTRUEXITO S.A., Cali, Colombia.
- c/o INDUSTRIA AVÍCOLA PALMASECA S.A., Cali, Colombia.
- c/o INMOBILIARIA BOLÍVAR LTDA., Cali, Colombia.
- c/o INVERSIONES GÉMINIS S.A., Cali, Colombia.
- c/o INVERSIONES HERREBE LTDA., Cali, Colombia.
- c/o INVERSIONES INVERVALLE S.A., Cali, Colombia.
- c/o SOCOVALLE LTDA., Cali, Colombia.
- c/o VIAJES MERCURIO LTDA. , Colombia

Según el documento del departamento del tesoro.; el gobierno estadounidense también le retiró el visado, como evidencia el diario colombiano El Tiempo en el listado que publica en su artículo de abril de 1997.

## Testaferrato
Ricardo Ramírez Espinosa, padre de Delia Nohora Ramírez Cortés, fue testaferro de "Pacho" Herrera, acumulando propiedades producto del narcotráfico. Años después de su muerte, le dejó en herencia a su esposa Carmen Cortés de Ramírez, en el año de 1992, bienes y empresas de propiedad de "Pacho" Herrera. La investigación de la Fiscalía General colombiana estableció que Cortés de Ramírez vendió los bienes en 1999 a la sociedad ecuatoriana Amtrak S.A. por debajo del valor real. Los investigadores establecen además que una parte del primer pagaré se canceló con cheques de gerencia y el resto con ocho mil sacos de azúcar adquiridos al ingenio la Troncal en Guayaquil, que la señora Cortés recibió como parte de pago, según el diario Universal de Ecuador en su artículo del 2006.

## Participación en política
En el municipio de Jamundí, Valle, el narcotráfico tuvo una gran influencia en los años 90. En esa época, Enrique Ramírez Cortés, hermano de Delia Nohora Ramírez Cortés e hijo de Ricardo Ramírez Espinosa, inició su participación en la política local y fue electo concejal del municipio de Jamundí, Valle del Cauca. Enrique Ramírez Cortés se vió implicado en un escándalo de corrupción denominado "el cambiazo", donde el alcalde, por medio de la autorización del concejo municipal, cambió un lote por otro de menor precio que estaba destinado a la construcción de 1,200 viviendas de interés social. El diario El Tiempo publicó en 1998 un artículo sobre el tema.
En estos hechos, Óscar Jurado fue una de las personas que más se hicieron eco de la denuncia por el presunto enriquecimiento ilícito, un líder cívico del municipio. Jurado fue asesinado por desconocidos en un atentado ocurrido cuando se trasladaba en su vehículo a la altura del Cementerio Metropolitano del Sur. Jurado se desempeñaba como veedor comunitario de Jamundí. Después de este crimen, el tema quedó archivado y sus implicados en libertad.
El actual alcalde Jamundí, Andrés Felipe Ramírez, es el nieto y sobrino de los testaferros de Pacho Herrera, además que el papá del alcalde de Jamundí en el periodo 2020-2023, fue el Concejal en los 90 implicado en corrupción.